# 안드레아스 마티
안드레아스 마티(독일어: Andreas Matti, 1959년 12월 21일~)는 스위스의 배우이다.

## 작품 목록

### 영화
- 월페이퍼 (2013년)
- 머더 비하인드 더 커튼 (2011년)
- 포스터 보이 (2011년)
- Hinter Diesen Bergen (2010년)
- 리틀 파라다이스 (2010년)
- 웨커드 (2010년)
- 탄두리 러브 (2008년)
- 할머니와 란제리 (2006년)
- 재투성이 형제 (2006년)